# Orquesta Pasión Juvenil
Orquesta Pasión Juvenil ist eine Salsaband aus  Venezuela.

## Werdegang
Die Gruppe Orquesta Pasión Juvenil mit den Sängern Charly, William, Armando und  Wilmer Lozano ist die Nachfolgegruppe von Los Adolescentes, die zuerst in Peru öffentlich auftrat. Bekannt wurden sie durch ihre Hits "Anhelo", "Arrepentida" und "Persona Ideal".

## Diskografie
- Orquesta Pasión Juvenil (1997)
- Pasión Juvenil en USA (1999)
- Frente a Frente: Pasión Juvenil vs. William Cano (2000)